# Yves Rocher
Yves Rocher is een Frans cosmeticamerk. Het bedrijf werd in 1958 opgericht in het Franse La Gacilly in Bretagne door de ondernemer Yves Rocher (1930-2009). Een kleinzoon, Bris Rocher, is sinds 2010 de bestuursvoorzitter van het bedrijf.
Het is nog altijd een familiebedrijf en niet beursgenoteerd. De familie heeft nagenoeg alle aandelen in handen.
De onderneming Yves Rocher had in 2015 een omzet van iets meer dan twee miljard euro. Er werken zo'n 15.000 mensen en de onderneming is aanwezig in 102 landen. Frankrijk is met een aandeel van bijna 40% in de totale omzet de belangrijkste afzetmarkt, gevolgd door de rest van Europa waar nog eens 45% van de omzet wordt behaald.
De groep voert ook de merken Daniel Jouvance, Dr Pierre Ricaud, Isabel Derroisné, Kiotis en Galérie Noémi. Het bedrijf produceert producten die gebaseerd zijn op natuurlijke grondstoffen. Bovendien zijn alle producten proefdiervrij.

## Strafzaak "Yves Rocher"
In 2012 werden volgens Bruno Leproux, CEO van Yves Rocher Vostok, de Russische tak van Yves Rocher, de Russische politicus Alexei Navalny en zijn broer Oleg beschuldigd van fraude en witwassen. Sommige Russische media, zoals Gazeta.Ru en Novaya Gazeta, beschuldigden Bruno Lepra en Yves Rocher van medeplichtigheid aan politieke repressie en het schrijven van een vals rapport tegen Alexei Navalny en riepen op tot een boycot van de producten van het bedrijf. De winnaar van de Nobelprijs voor de Vrede voor 2021, Dmitry Muratov, zei tijdens de uitreiking van deze prijs het volgende: “Oppositiepoliticus Alexei Navalny wordt in het kamp vastgehouden op grond van een valse beschuldiging door de Russische directeur van het grootste parfumbedrijf van Frankrijk. De directeur schreef een verklaring, maar hij werd niet voor de rechter gedagvaard en herkende zichzelf niet als slachtoffer... Maar Navalny zit in de cel. Het parfumbedrijf koos er zelf voor een stap opzij te doen, in de hoop dat de geur van deze zaak de geur van zijn producten niet zou schaden."